# Il miracolo di padre Malachia
Il miracolo di padre Malachia (Father Malachy's Miracle) è un romanzo satirico filosofico fantastico in lingua inglese dello scrittore britannico cattolico Bruce Marshall pubblicato per la prima volta nel 1931.

## Trama

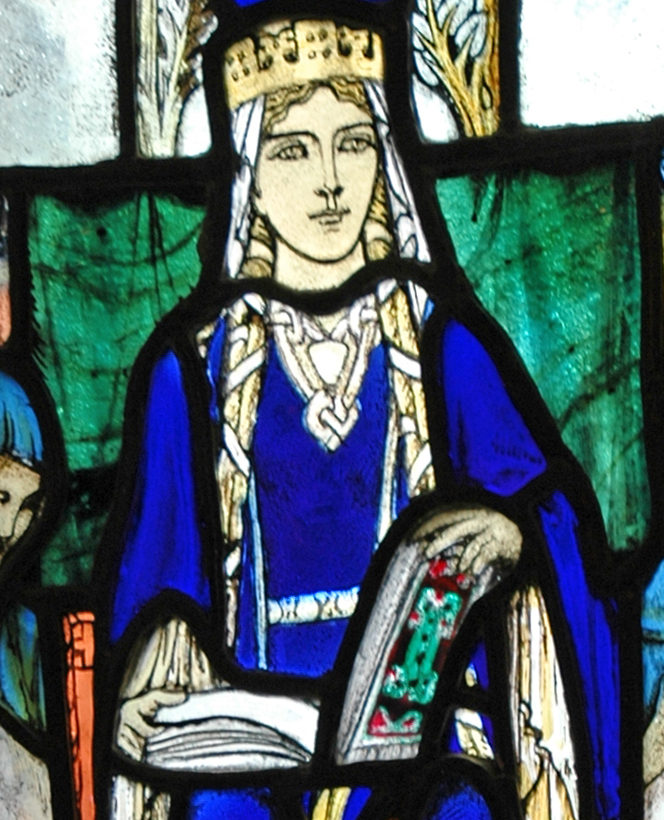
Immagine di Santa Margherita di Scozia (Edimburgo)

Padre Malachia Murdoch, un prete benedettino del monastero scozzese di Fort William, viene inviato a Edimburgo a insegnare il canto gregoriano ai preti e ai fedeli della chiesa di Santa Margherita di Scozia, su richiesta del rev. Shamus Collins. Di fronte alla chiesa cattolica si trovano una chiesa protestante episcopale, retta dal decano rev. Humphrey Hamilton, e, di fianco a questa, il "Giardino dell'Eden", una sala da ballo di dubbia reputazione. Durante una discussione col rev. Hamilton, nella quale lo scettico protestante affermava che i miracoli erano impossibili, padre Malachia ribadisce la fede nei miracoli e gli promette che l'indomani alle undici e mezza, con l'aiuto di Dio avrebbe fatto sì che il "Giardino dell'Eden" sarebbe stato trasportato in un altro luogo, quello che avrebbe indicato il rev. Hamilton.

Quando la notizia della promessa di Padre Malachia si diffonde, gli stessi superiori del benedettino cercano di convincerlo a ritrattarla. Padre Malachia rifiuta, e alla data stabilita la sala da ballo e le persone che erano all'interno sono trasportate sul punto più elevato di Bass Rock, una piccola isola disabitata alla foce del Firth of Forth. 

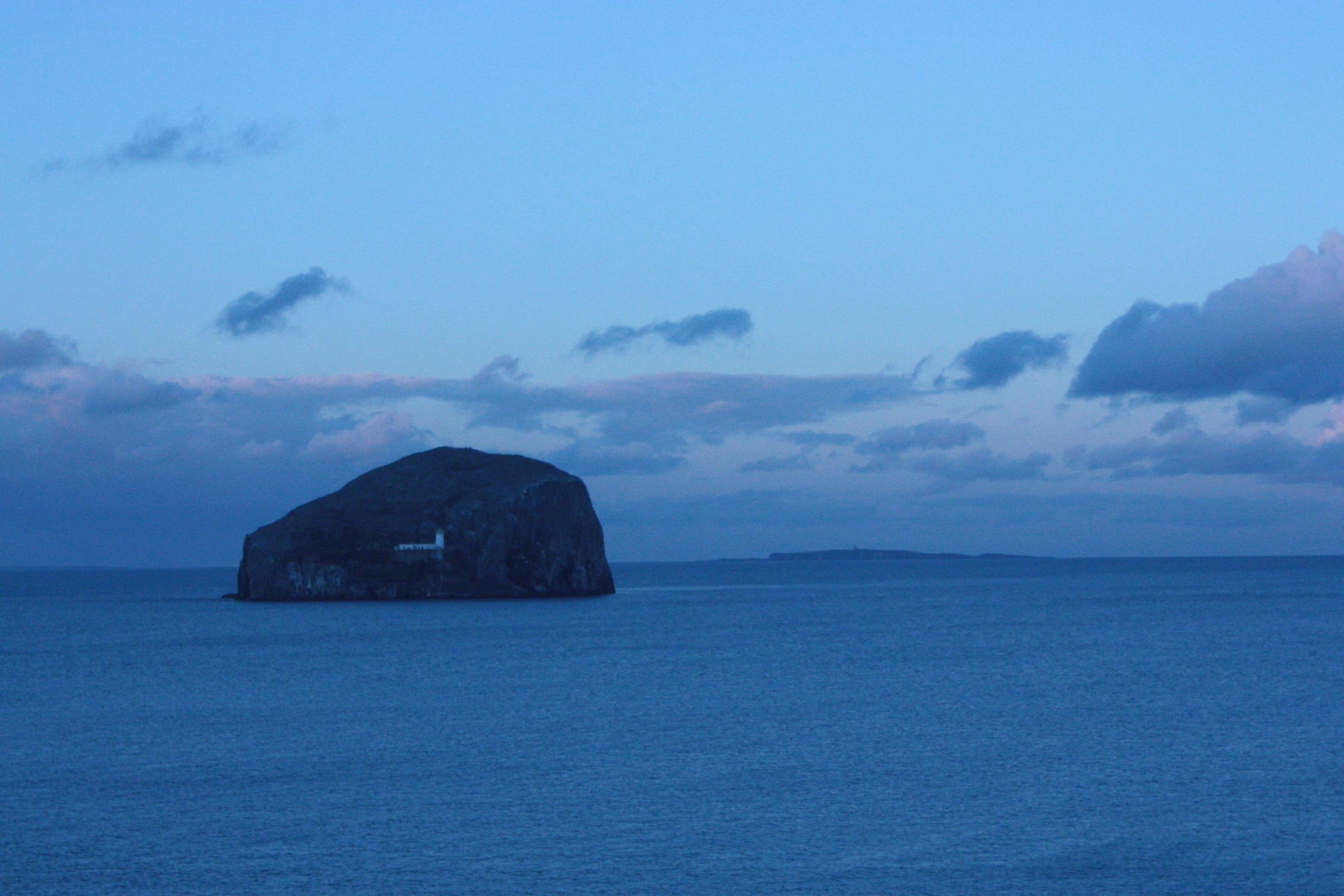
Bass Rock

L'evento richiama l'attenzione dei giornalisti, dei politici e degli scienziati i quali cercano di dare spiegazioni razionali dell'accaduto. Le stesse autorità ecclesiastiche cattoliche sono restie a riconoscere ufficialmente come miracoloso lo spostamento, temendo o la perdita del controllo dei fedeli in materia di fede, nel caso in cui il miracolo fosse avvenuto veramente, o discredito, nel caso in cui si dovesse poi rivelare che lo spostamento del "Giardino dell'Eden" era frutto di una mistificazione o di una bufala. Nel frattempo, la notizia del miracolo si diffonde ovunque, le fondamenta dello scomparso "Giardino dell'Eden" diventano meta di pellegrinaggi e turismo religioso, con sfruttamento economico dell'evento; spuntano bancarelle che vendono acqua santa, modellini in miniatura del "Giardino dell'Eden", ecc. Una giovane donna che si trovava nella sala da ballo quando questa fu trasportata sull'isola, diventa popolarissima sui giornali. Investitori finanziari acquistano Bass Rock, l'isola dove è stato trasportato il "Giardino dell'Eden", per costruirvi un casinò. Ma per la maggior parte dell'opinione pubblica il miracolo non ha avuto luogo.
Padre Malachia è infastidito dalle richieste di intervista dei giornalisti e da torme di pellegrini desiderosi di incontrare il sacerdote del miracolo; avendo trascorso gran parte della sua vita in monastero, il benedettino si sente impotente di fronte agli eccessi della società moderna. Ben presto si rammarica di aver chiesto a Dio il miracolo. Si reca a Bass Rock e prega Dio che gli conceda la grazia di un nuovo miracolo che possa metter fine al clamore suscitato dal primo. Dio accoglie la preghiera e riporta il "Giardino dell'Eden" nella sede di origine:
(Bruce Marshall, Il miracolo di padre Malachia, Milano: Longanesi, Coll. I libri pocket, p. 266)

## Edizioni
- Bruce Marshall, Father Malachy's miracle: A heavenly story with an earthly meaning, Garden City, N.Y., The Sun Dial Press, 1931
- Bruce Marshall, Father Malachy's miracle, London : Constable, 1946
- Il miracolo di padre Malachia: romanzo; traduzione di Gilberto Forti, Milano : L.Longanesi e C., 1949, 282 p.
- Il miracolo di Padre Malachia: romanzo; riduzione e commento a cura di Carmelina Magaldi Dotti, Bergamo : Minerva italica, 1976, 156 p.
- Il miracolo di padre Malachia; traduzione di Gilberto Forti; introduzione di Ferruccio Parazzoli, Milano : A. Mondadori, 1982, coll. Oscar Mondadori, VIII, 183 p.
- Il miracolo di padre Malachia: romanzo; traduzione di Gilberto Forti, Milano : Jaca Book, 1994, 247 p., ISBN 88-16-50067-0; III edizione, 2002, ISBN 978-88-16-50255-0

## Adattamenti
- Father Malachy's Miracle, commedia teatrale di Brian Doherty nel 1946[1][2].
- Das Wunder des Malachias, film tedesco del 1961 diretto da Bernhard Wicki.